# Clan Nitta
Il clan Nitta (新田氏?, Nitta-shi) fu una illustre famiglia nobile del Giappone feudale.

## Storia
Essi discendevano dal famoso e potente clan Minamoto attraverso Minamoto no Yoshikane, figlio di Minamoto no Yoshishige (+ 1202), e si erano stabiliti nella provincia di Kozuke, traendo il proprio nome da quello della località dove si erano insediati. 
Durante la guerra Genpei non risposero all'appello alle armi emesso da Yoritomo e per questo, alla vittoria dei Minamoto (1192), non ebbero i benefici dei quali goderono altri clan e da allora vennero considerati come appartenenti ad una classe sociale inferiore.
I Nitta non erano stati per secoli proprietari delle terre di dominio imperiale ed avevano dovuto la propria fedeltà all'imperatore in un tipico rapporto feudale.
Durante la reggenza Hojo il clan, con il famoso Nitta Yoshisada (1301‑1338), si schierò poi a favore dell'Imperatore Go Daigo contro gli Hōjō, eseguendone i membri al potere e ponendo fine alla reggenza del Bakufu di Kamakura (e di conseguenza al periodo omonimo) nel 1333.